# Chancho en Piedra

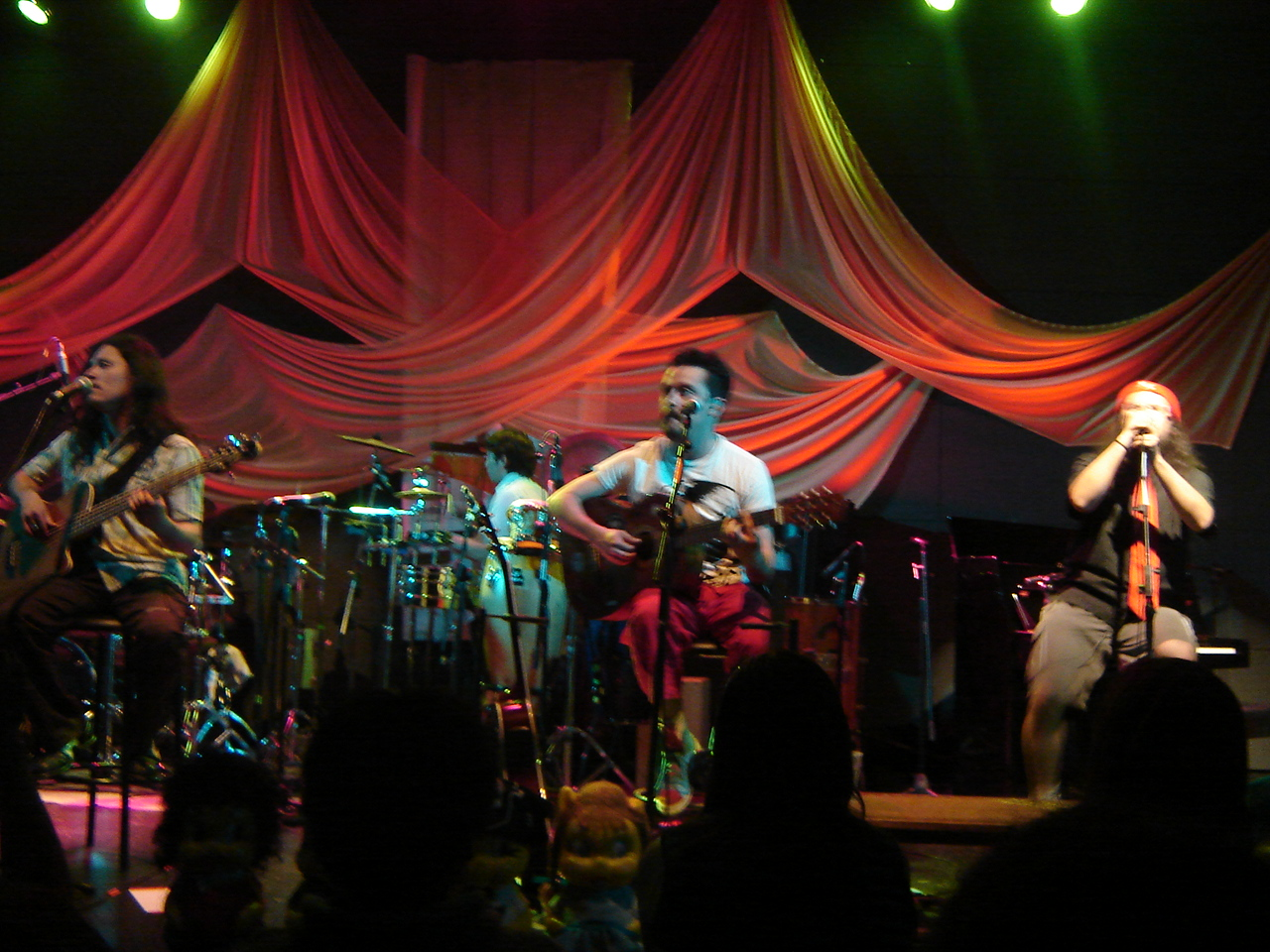
Chancho en Piedra

Chancho en Piedra sau Los Chanchos este o formație chiliană de funk rock și a fost fondată la 1994 în Santiago.

## Membrii formației
Membrii formației sunt:
- Eduardo Ibeas
- Pablo Ilabaca
- Felipe Ilabaca
- Leonardo Corvalán

## Discografie

### Album de studio
- 1995 - Peor es mascar lauchas
- 1997 - La dieta del lagarto
- 1998 - Ríndanse terrícolas
- 2000 - Marca Chancho
- 2002 - El tinto elemento
- 2005 - Desde el Batiscafo
- 2009 - Combo Show
- 2011 - Otra cosa es con guitarra